# VARIG-Flug 967
Am 30. Januar 1979 verschwand ein Frachtflugzeug des Typs Boeing 707 auf dem VARIG-Flug 967 von Tokio nach Los Angeles aus ungeklärtem Grund über dem nördlichen Pazifik. Bislang wurden weder Trümmer des Flugzeugs noch Teile der Ladung entdeckt. Die sechsköpfige Besatzung galt zunächst als vermisst und wurde sechs Monate später offiziell für tot erklärt.

## Flugroute
In Ergänzung zu ihrem bestehenden Passagierverkehr hatte VARIG in den 1970er-Jahren unter den Flugnummern RG966 bzw. RG967 einen regelmäßigen Frachtdienst zwischen dem Galeão International Airport in Rio de Janeiro und dem Narita International Airport in Tokio eingerichtet. Auf der Route kamen Flugzeuge des Typs Boeing 707 zum Einsatz. Weil die Reichweite dieser Maschinen keine Direktflüge zwischen Brasilien und Japan zuließ, erfolgte die Streckenführung in beide Richtungen über den Los Angeles International Airport, wo die Flugzeuge betankt und ihre Besatzungen ausgewechselt wurden.
Am 30. Januar 1979 kam auf dem Flug RG967 eine 13 Jahre alte Boeing 707-323C (Kennzeichen: PP-VLU) zum Einsatz, die VARIG im März 1974 von American Airlines erworben hatte. Das Flugzeug wurde in Tokio mit rund 20 Tonnen Fracht beladen. Neben japanischen Elektroartikeln befanden sich – je nach Quelle – 53 bzw. 153 Bilder des Künstlers Manabu Mabe an Bord, die nach dem Ende einer Kunstausstellung zurück nach Brasilien transportiert werden sollten. Der damalige Gesamtwert der Bilder betrug 1,24 Millionen US-Dollar.
Der Etappe nach Los Angeles waren vier Piloten und zwei Flugingenieure zugeteilt, die sich auf dem langen Flug abwechseln sollten. Der verantwortliche Kapitän an Bord war Gilberto Araujo da Silva, der 23.000 Flugstunden nachweisen konnte und sechs Jahre zuvor durch die Notlandung des VARIG-Flugs 820 bekannt geworden war.
Die Maschine hob um 20:23 Uhr Ortszeit in Tokio ab und schwenkte anschließend, der Flugplanung entsprechend, auf einen nordöstlichen Kurs. Weil der Flug mit dem maximal zulässigen Startgewicht durchgeführt wurde, stieg die Boeing 707 nur langsam. Während des Steigflugs meldeten sich die Piloten um 20:45 Uhr (22 Minuten nach dem Start) routinemäßig bei der japanischen Flugsicherung. Der Funkspruch enthielt keinen Hinweis auf ein bestehendes Problem.
Das Flugzeug verließ etwa acht Minuten später, rund 200 Kilometer ostnordöstlich von Tokio entfernt, den Bereich der Flugverkehrskontrolle und verschwand daraufhin von den zivilen Radarschirmen. Um 21:23 Uhr (eine Stunde nach dem Start) wurde eine weitere Meldung der Piloten erwartet, die jedoch ausblieb. Den japanischen Fluglotsen gelang es anschließend nicht, einen Kontakt mit der Maschine herzustellen.

## Theorien zum Verbleib
Trotz einer achttägigen Suche, an der sich insgesamt 70 japanische sowie US-amerikanische Schiffe und Flugzeuge beteiligten, wurden keine Trümmerteile oder sonstige Spuren der Boeing 707 gefunden. Der Verbleib des Flugzeugs und die Abläufe an Bord konnten nicht geklärt werden.
Die Ermittler stellten aufgrund der fehlenden Trümmer und des nicht erfolgten Notrufes die Theorie auf, dass ein plötzlicher Druckabfall oder ein Problem mit der Kabinendruckregulierung zur Bewusstlosigkeit der Besatzung führte und die Maschine anschließend noch für längere Zeit weiterflog. Im Fall einer plötzlichen Dekompression, die eine Beschädigung des Rumpfes voraussetzt, hätten die Piloten vermutlich noch ausreichend Zeit gehabt, ihre Sauerstoffmasken anzulegen und einen Notsinkflug einzuleiten. Es schien deshalb wahrscheinlicher zu sein, dass ein Ausfall oder eine falsche Einstellung der Druckregulierung vorlag. Mit zunehmender Flughöhe hätte der sinkende Luftdruck eine immer stärkere Auswirkung auf die Handlungsfähigkeit der Besatzung genommen. Die Ermittler gingen davon aus, dass die Piloten im Steigflug bewusstlos wurden, kurz nachdem sie um 20:45 Uhr Kontakt mit der Flugsicherung aufgenommen hatten. Die vom Autopiloten gesteuerte Maschine setzte ihren Flug fort und stürzte vermutlich weit außerhalb des Suchgebietes über dem nördlichen Pazifik ab. Diese favorisierte Theorie weist viele Parallelen zu den Ereignissen an Bord des Helios-Airways-Flugs 522 auf. Bei dem Erklärungsversuch blieb allerdings offen, weshalb die Piloten nicht auf die akustischen und optischen Warnmeldungen reagierten, die auf einen zu niedrigen Kabinendruck hingewiesen hätten.
Es entstanden zahlreiche Verschwörungstheorien über den Verbleib des Flugs RG967. So wurde beispielsweise von einer Entführung ausgegangen, um die an Bord befindlichen Bilder zu stehlen. Insbesondere unter der VARIG-Belegschaft hielt sich das Gerücht, dass die Maschine von sowjetischen Abfangjägern abgeschossen wurde, weil sich unter der Ladung angeblich auch Bauteile einer in Japan gelandeten MiG-25 befanden, die heimlich in die USA transportiert werden sollten.